# 衮布 (赛音诺颜部)
衮布（17世纪？—1708年），清朝蒙古王公，喀尔喀蒙古赛音诺颜部人，图蒙肯第十三子，博尔济吉特氏。
康熙元年（1662年），札萨克图汗旺舒克为被同部台吉额磷沁罗卜藏所杀。衮布率左翼兵赶走额磷沁罗卜藏，被土谢图汗察珲多尔济嘉奖，被授予昆都伦博硕克图号。康熙二十五年（1686年），前去库伦伯勒齐尔会盟，授札萨克（赛音诺颜中左旗）。康熙二十七年（1688年），准噶尔汗国噶尔丹掠夺喀尔喀，于是招集众部落归顺清朝。康熙二十九年（1690年），被噶尔丹追击，兵败，被尚书阿喇尼援助，才摆脱困境。康熙三十年（1691年），赴多伦诺尔会盟，封多罗郡王，仍兼札萨克。康熙三十五年（1696年），跟随抚远大将军费扬古在昭莫多之战击败噶尔丹。康熙三十六年（1697年），归于游牧。